# Samuel Cröell
Samuel Cröell, född omkring 1600 i Viborg, död 1667, var en finländsk ämbetsman. 
Cröell innehade åtminstone sedan 1630 proviant- och slottsskrivar- samt, efter lantregeringens ombildning 1634, landssekreterarbefattningen i Viborg, men anklagades för brottslig egennytta i sin ämbetsutövning, i synnerhet vid utskrivningarna, och dömdes 1637 till döden, vilken dom mildrades till 3000 daler silvermynt i böter och ämbetets förlust. Oaktat sådana föregåenden utnämndes han 1646 till kammarfiskal i Viborgs och Nyslotts län, i vilken egenskap han anställde en sträng räfst med landsstatens tjänstemän, varvid inte ens landshövdingarna i Viborg, Johan Rosenhane, och i Nyslott, Mikael von Jordan, undgick hans förföljelseiver. Detta hans nit blev belönat. Han återfick sin medborgerliga ära och utsågs 1647 till kammarfiskal i Kexholms län och Ingermanland. Hans förfarande där var ännu hänsynslösare, men då han slutligen antastade även generalguvernören Carl Mörner, träffades den djärve mannen av de uppretade ämbetsmännens hämnd. Han insattes 1653 på Kexholms slott, där han i tre års tid förblev fängslad utan laga rannsakning och dom. Därefter återvann han friheten. Hans levnadsöden, som är av intresse för kännedomen om 1600-talets administrativa förhållanden, skildrades av Karl Tigerstedt i Finsk Tidskrift (1880). 